# Cucullia hemidiaphana
Cucullia hemidiaphana är en fjärilsart som beskrevs av Ludwig Carl Friedrich Graeser 1892. Cucullia hemidiaphana ingår i släktet Cucullia och familjen nattflyn. Inga underarter finns listade i Catalogue of Life.